# Грузинский государственный университет субтропического хозяйства
Грузинский государственный университет субтропического хозяйства (с 1952 по 2002 годы — Грузинский институт субтропического хозяйства) — университет, расположенный в городе Кутаиси, в Грузии.

## История
Был образован 26 января 1952 года на базе нескольких факультетов Грузинского сельскохозяйственного института как Грузинский институт субтропического хозяйства и первоначально располагался в городе Кутаиси, Грузинская ССР.
В 1959 году был переведён в город Сухуми, Абхазская АССР.
К 1971 году в составе института действовали факультеты: субтропическое хозяйство, технологии субтропических культур, механизация сельского хозяйства, повышение квалификации специалистов сельского хозяйства, общественных профессий. Действовали заочное отделение и аспирантура. К этому времени в институте насчитывалось 28 кафедр, 61 учебная и научно-исследовательская лаборатория, имелся свой почвенный музей. В ведении библиотеки института находилось свыше 200 тыс. томов и книг. По состоянию на 1970—1971 учебный год в институте было свыше 4,2 тыс. студентов. Преподавательский состав насчитывал около 200 учителей, в том числе 10 профессоров и докторов наук, около 100 доцентов и кандидатов наук. За период 1952—1971 гг. институт подготовил свыше 7 тыс. специалистов. С 1957 институт начал издавать собственную научную газету «Труды» (на русском и грузинском языках).
Институт приостановил свою деятельность в годы грузино-абхазского конфликта, по окончании которого начал свою деятельность вновь в городе Кутаиси, где с 2002 года получил статус университета. Университет имеет электронный доступ к библиотеке, которая осталась в Сухуми.

## Выпускники
Выпускники Грузинского университета субтропического хозяйства
- Сергей Багапш, президент Абхазии (2005—2011), окончил институт в 1972 г.
- Константин Озган, окончил институт в 1967 г.
- Виктор Санеев, советский легкоатлет, трёхкратный олимпийский чемпион в тройном прыжке (1968, 1972, 1976).
- Гурам Шубладзе, профессор агрометеорологии ГИСХа.